# Abbaye de Falleri
L’abbaye de Falleri ou Faleri est une ancienne abbaye cistercienne, située dans la commune de Fabrica di Roma, dans la Province de Viterbe (Latium, Italie). Bâtie sur les ruines antiques de Faléries, plus précisément sur la ville étrusque de Falerii Novi, elle est construite au XIIe siècle, tombe sous le régime de la commende à la fin du XIVe et est totalement désaffectée en 1659. Elle est aujourd'hui partiellement en ruines. Une restauration d'une partie des bâtiments est entreprise.
L'université de Cambridge a testé en 2020 une technologie de radar de sol permettant d'identifier qu'une ville romaine s'étendait jusqu'au Moyen Âge sur l'emplacement de l'abbaye.

## Historique

### Fondation
L'abbaye de Falleri est bâtie à l'intérieur de Falerii Novi, ville fondée en 241 avant Jésus-Christ par les Étrusques.
La fondation de l'abbaye reste assez floue : on ignore si la communauté cistercienne a ou non été précédée d'un établissement bénédictin, et si oui, si cette fondation a perduré longtemps. En tout état de cause, la fondation cistercienne date de 1143, quand des moines venus de Saint-Sulpice viennent l'établir.

### Commende et ruine

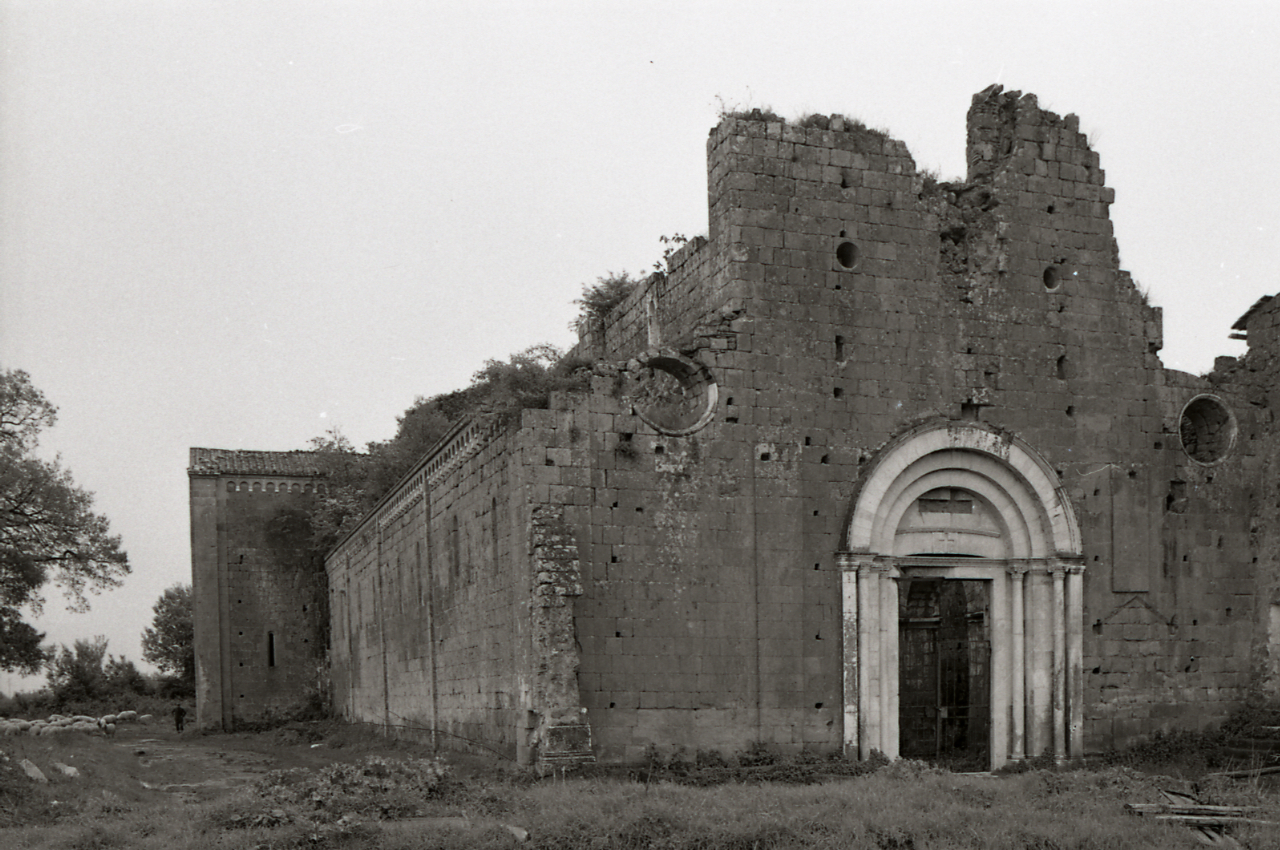
Les ruines de l'église abbatiale en 1972, avant la restauration de l'édifice.

En 1355, alors que l'abbaye est déjà en déclin, la communauté de Saint-Sébastien-hors-les-Murs lui est confiée (ce qui, probablement, constituait dans les faits un déménagement dans ce dernier lieu). En 1392, l'abbaye tombe en commende et ses terres sont confiées à l'Arcispedale di Santo Spirito in Saxia. En 1571, le domaine de Falleri est en ruines. En 1649, le site est entièrement retiré aux Cisterciens.
À la fin du XXe siècle, une restauration du bâti est entreprise.